# Levente Bartha
Levente Bartha (* 8. März 1977 in Ploiești) ist ein rumänischer Bobfahrer und Speerwerfer.
Bartha ist vielfacher rumänischer Meister im Speerwurf: 2000, 2002–2010, 2012 und 2015. Er gewann bei den Militärweltmeisterschaften 2007 in Hyderabad die Goldmedaille. Seine persönliche Bestleistung stellte er 2008 mit 78,90 m in Istanbul auf. Mit diesem Wurf schaffte er die B-Norm, was aber nicht für eine Nominierung für die Olympischen Sommerspiele 2008 in Peking reichte.
Daneben betrieb Bartha Bobsport. Er begann 2002 und wurde 2004 in den Nationalkader aufgenommen. 2006 nahm er an den Olympischen Winterspielen in Turin teil. Als Anschieber von Mihai Iliescu landete er mit dem Zweierbob auf dem 26. Platz. Nach einer längeren Pause wurde Bartha vom rumänischen Verband wieder angesprochen und kam so zu einem Comeback im Winter 2017/18. In Pyeongchang nahm er an seinen zweiten Olympischen Spielen teil und wurde mit dem rumänischen Viererbob 29.